# Evacuaciones en la Franja de Gaza

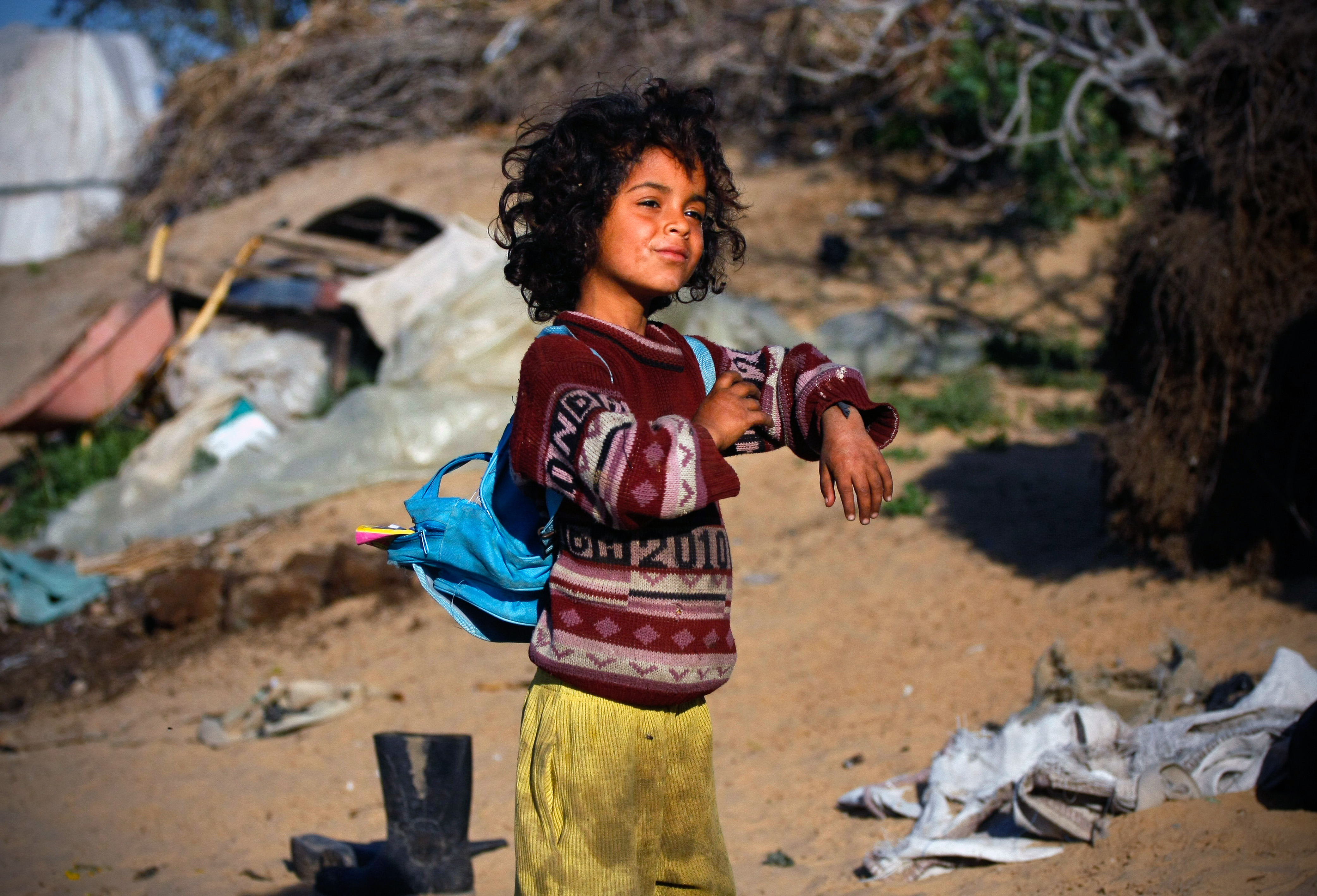
Sabha, de 6 años, se prepara para caminar a la escuela desde su casa en la frontera oriental de la Franja de Gaza, donde ella y su familia todavía viven en tiendas de campaña.

Las evacuaciones en la Franja de Gaza son un conjunto de operaciones militares desarrolladas durante la guerra Israel-Gaza. Al inicio de los enfrentamientos en octubre de 2023, el ejército israelí ordenó a todas las comunidades al norte de Río Habesor, incluida la ciudad de Gaza, que evacuaran hacia el sur. La orden provocó que cientos de miles de residentes del norte de Gaza fueran trasladados hacia el sur. A partir del 1 de diciembre, Israel comenzó a emitir órdenes de evacuación en toda la Franja de Gaza, dividiendo el territorio en 620 zonas. La ONU afirmó que los residentes estaban siendo empujados a un área de un tercio del tamaño del territorio total. Israel exigió inicialmente a los 1,1 millones de residentes del norte de Gaza que evacuaran en un plazo de 24 horas, lo que fue condenado por la ONU como "imposible sin consecuencias humanitarias devastadoras". La ONU dijo que la orden creó "caos". La orden se produjo una semana después de que Hamás desarrollara la Operación Inundación de Al-Aqsa desde Gaza.
La invasión israelí de la Franja de Gaza comenzó el 27 de octubre. Al 4 de noviembre de 2023, entre 800.000 y 1.000.000 de personas se habían trasladado al sur de la Franja de Gaza, mientras que entre 350.000 y 400.000 permanecieron en el norte. El 1 de diciembre, el 80 por ciento de la población del territorio se encontraba en el sur de la Franja de Gaza. Hamás ordenó a los civiles que no evacuaran, y hay múltiples informes que indican que Hamás impidió físicamente a los habitantes de Gaza huir hacia el sur. Múltiples informes también indicaron que Israel atacó a los palestinos durante el proceso de evacuación y los sometió a ataques y bombardeos en el sur de la Franja de Gaza. Los evacuados describieron los corredores de evacuación como inseguros y estar aterrorizados por los ataques israelíes y los cadáveres a lo largo del camino.
Paula Gaviria Betancur, relatora especial de la ONU sobre los derechos humanos de los desplazados internos, condenó la orden de evacuación forzosa como un crimen de lesa humanidad y una violación del derecho internacional humanitario. La migración forzosa resultante de la evacuación fue parte de una crisis humanitaria más amplia. Se trata del mayor desplazamiento de palestinos en 75 años. Los palestinos han descrito la evacuación como la "segunda Nakba".
La primera orden de evacuación del 13 de octubre de 2024 fue calificada de "genocida" por Adila Hassim en su discurso ante la Corte Internacional de Justicia (CIJ) en enero de 2024 en el caso Sudáfrica contra Israel.

## Evacuación del norte de Gaza

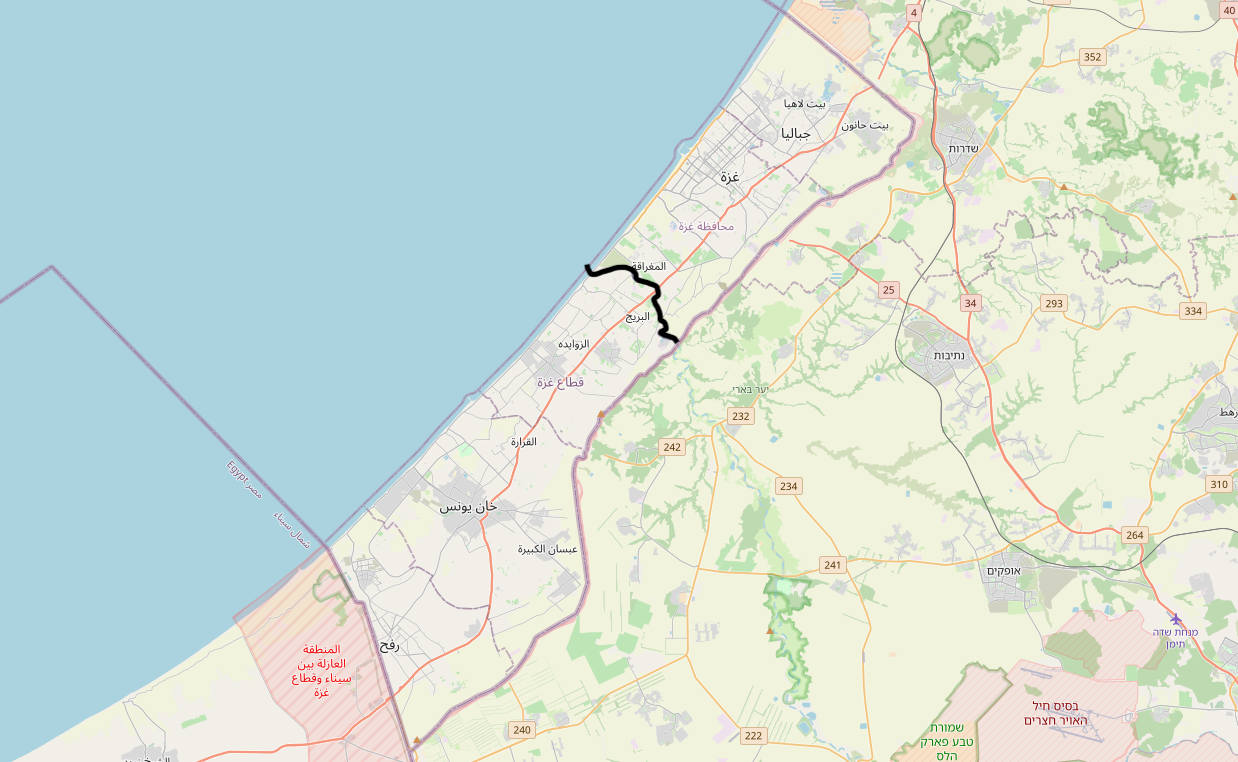
La línea negra representa el límite de las FDI en Wadi Gaza para la evacuación.

En los dos primeros días tras el anuncio de la orden de evacuación, cientos de miles de personas huyeron a la gobernación de Deir al-Balah.  Inicialmente, Israel proporcionó un plazo de seis horas para que las personas evacuaran  y ejerció presión sobre los residentes para que huyeran hacia el sur.  Se hicieron esfuerzos internacionales para abrir un corredor humanitario para los civiles.  A principios de noviembre, Israel anunció un corredor humanitario de cuatro horas diarias. 
El 10 de noviembre, las estimaciones del número de personas que permanecían en el norte de Gaza oscilaban entre unos pocos cientos de miles y al menos 900.000.  Los que se quedaron tenían poco o ningún acceso a agua, alimentos o electricidad.  UNICEF observó que miles de niños permanecían en el norte de Gaza, cuyas vidas "pendían de un hilo".  El 17 de noviembre, la Oficina Central de Estadísticas de Palestina  estimó que todavía había unos 800.000 civiles en el norte de Gaza. 
El 8 de noviembre, unas 50.000 personas evacuaron el norte de Gaza.  Los civiles huyeron a pie o en carros tirados por burros.  Al pasar junto a los tanques israelíes, los civiles ondeaban banderas blancas, aunque algunos informaron que soldados israelíes les disparaban y que pasaban cadáveres a lo largo de la carretera.  Muchos huyeron por un corredor de evacuación a lo largo de la carretera de Saladino, una de las dos carreteras norte-sur de Gaza.  El 10 de noviembre, un portavoz israelí afirmó que 100.000 personas habían huido del norte de Gaza en los dos días anteriores.  Los evacuados informaron haber tenido que pasar por puestos de control israelíes, donde los soldados de las FDI realizaron arrestos.  El 12 de noviembre, Israel anunció un "cese táctico temporal de las actividades militares" de cuatro horas de duración en el campo de refugiados de Jabalia para permitir a los residentes evacuar hacia el sur.  Un periodista palestino señaló que las pausas humanitarias sólo se extendían hasta la carretera de Saladino, pero no a las carreteras que conducen a ella. 
El 12 de noviembre, CARE International señaló: "El viaje hacia el sur es increíblemente peligroso y duro. Muchos de los que lograron salir han experimentado y sido testigos de un sufrimiento terrible".  El mismo día, el Comité Internacional de la Cruz Roja emitió una declaración, señalando que estaba "gravemente preocupado por las condiciones precarias e inseguras bajo las cuales los civiles están evacuando".  En un artículo en The Intercept, el periodista de Gaza Hind Khoudary comparó la evacuación con el sendero de las lágrimas, escribiendo: «Seguimos caminando. Mientras caminábamos, empujándonos unos a otros, vimos autos bombardeados y cadáveres dentro de los autos. Moscas llenaron los vagones, deleitándose con la sangre y los cuerpos que había dentro".  El 15 de noviembre, OCHA declaró que Israel estaba arrestando a evacuados, supuestamente golpeando y desnudando a la gente. 
La Media Luna Roja Palestina documentó a los evacuados, incluidos niños y heridos en camillas, caminando 11 km desde la ciudad de Gaza hasta el sur de Gaza.  Los periodistas que cubrían la evacuación en la carretera de Salah al-Din afirmaron que a los hombres se les estaba negando el acceso a través de un puesto de control israelí hacia el sur de Gaza.  Mosab Abu Toha, poeta, fue detenido en un puesto de control israelí.  En el caso de una familia, tres hermanos jóvenes fueron detenidos y su familia se quedó sin saber qué les pasó más de dos semanas después.  Los palestinos debían someterse a un sistema de reconocimiento facial antes de pasar por los puestos de control.  UNICEF informó que los niños no acompañados estaban marchando solos hacia el sur.  Médicos Sin Fronteras condenó un ataque israelí deliberado contra un convoy médico que evacuaba el norte de Gaza.  Los evacuados describieron el camino de evacuación como lleno de muerte y horror.   Israel emitió órdenes de evacuación el 22 de diciembre. 
El 4 de enero de 2024, Israel anunció el cierre de la carretera de Saladino como corredor humanitario y el traslado a la calle al-Rashid.  El 29 de enero se ordenó la evacuación de los residentes de la zona costera de la ciudad de Gaza. 

### Hospitales
El 14 de octubre de 2023, Israel ordenó la evacuación de 22 hospitales en el norte de Gaza. La OMS describió la orden como una "sentencia de muerte" para los enfermos y heridos.  Médicos Sin Fronteras emitió un comunicado calificando la orden de "escandalosa", "un ataque a la atención médica y a la humanidad" y la condenó "en los términos más enérgicos posibles".  La Organización Mundial de la Salud emitió una petición solicitando a Israel que rescindiera las órdenes, señalando la extrema dificultad para trasladar a los pacientes en cuidados críticos, el agotamiento de los suministros médicos y que "los cuatro hospitales del Ministerio de Salud en el sur de Gaza ya están más allá de su capacidad".  UNICEF y el IRC emitieron declaraciones similares.   La OMS expresó su preocupación por la orden de evacuación enviada al hospital al-Quds en Gaza. 
El 29 de octubre de 2023, Tedros Adhanom Ghebreyesus, director de la Organización Mundial de la Salud, describió los informes de la Media Luna Roja Palestina de que el hospital de Al-Quds había recibido una advertencia de evacuación urgente y un aviso de que iba a "ser bombardeado" como "profundamente preocupante" y reiteró que era "imposible evacuar los hospitales llenos de pacientes sin poner en peligro sus vidas". 
Los médicos de todo el norte de Gaza declararon que no podían seguir la orden de evacuación de Israel, ya que sus pacientes, incluidos los recién nacidos en la UCI, morirían.  El lunes 16 de octubre, Israel ordenó la evacuación del Hospital Bautista Al-Ahli Arabi y del resto del norte de Gaza.  Debido a la insuficiencia de camas en el sur de la Franja de Gaza y a la falta de medios para transportar pacientes, como recién nacidos en incubadoras o pacientes conectados a ventiladores, las órdenes de evacuación fueron consideradas en general como imposibles de cumplir.  El 17 de octubre, una explosión ampliamente condenada en el patio del hospital Al Ahli provocó importantes víctimas mortales. 
El 10 de noviembre, Muhammad Abu Salmiya, director del hospital Al Shifa, señaló que a pesar de los bombardeos israelíes, el personal médico permanecería con los pacientes hasta el "último momento".  Abu Salmiya declaró: "Hay una guerra contra los hospitales... esto nunca ha sucedido en ninguna guerra".  El 12 de noviembre, las FDI anunciaron que estaban habilitando un paso seguro desde los hospitales de Al-Shifa, Rantisi y Nasser, y abrieron y aseguraron uno adicional para ayudar a las personas a evacuar hacia el sur.  Sin embargo, el 13 de noviembre, el Ministerio de Salud de Gaza declaró que miles de pacientes no habían podido evacuar después de que el ejército de Israel rodeara las instalaciones de salud. 
El 14 de noviembre, Human Rights Watch señaló la imposibilidad de evacuación del hospital al-Shifa y afirmó: "No existe una ruta segura y confiable para evacuar. Las imágenes satelitales confirman incendios, operaciones militares y controles de carreteras en todas las rutas imaginables. "Muchos enfermos y heridos en el hospital no podrían ser evacuados incluso si las carreteras estuvieran despejadas".  Al menos 40 pacientes murieron durante el asedio del Hospital Al-Shifa y su posterior evacuación. 

### Intentos de regresar al norte
El 22 de noviembre de 2023, Israel y Hamás acordaron un alto al fuego temporal.  En respuesta, los desplazados internos en el sur intentaron regresar al norte.  Los soldados israelíes dispararon contra los evacuados, matando a dos e hiriendo a once.  Las FDI emitieron una advertencia pidiendo a los evacuados que no intentaran regresar al norte. 
El 29 de noviembre, algunas personas pudieron regresar al hospital de Al Nasr y afirmaron que las fuerzas de las FDI habían abandonado a niños con problemas médicos que habían muerto y se descomponían en sus camas. El director del hospital había dicho a Euro-Med Human Rights Monitor que había enviado un llamamiento a los grupos de ayuda acerca de los niños después de que las fuerzas de las FDI los obligaran a evacuarlos y dejarlos atrás.  Dos patólogos forenses independientes revisaron las imágenes sin editar para NBC News y dijeron que las etapas avanzadas de descomposición de los bebés muertos son consistentes con las aproximadamente dos semanas desde el momento en que los bebés habrían sido abandonados hasta la fecha en que se filmó el video. 

## Ataques a evacuados
Tanto Hamás como las FDI se acusaron mutuamente de impedir la evacuación de los palestinos del norte de Gaza. Según Hamás, los ataques aéreos israelíes bombardearon y mataron a civiles que cumplían la orden de evacuación.   Según las FDI, Hamás bombardeó, disparó y colocó barricadas para los civiles que intentaban escapar.  Hamás dijo a los civiles que las carreteras no eran seguras y afirmó que Israel había atacado camiones que transportaban a evacuados.  Las FDI también alegaron que Hamás dio instrucciones a los civiles para que regresaran al norte. 
El 13 de octubre, las mezquitas de Gaza transmitieron mensajes pidiendo a los residentes de la Franja de Gaza que no evacuaran, diciendo: "Conserven sus hogares. Conserven su tierra".  El 14 de octubre, las FDI dijeron que los palestinos que se desplazaban hacia el sur estaban atrapados en el tráfico causado por los bloqueos de carreteras de Hamás. 

### Ataques con misiles
El 13 de octubre de 2023, se produjeron múltiples atentados con bombas contra palestinos que intentaban abandonar el norte de la ciudad de Gaza, matando a 70 personas, en su mayoría mujeres y niños, e hiriendo a 200.    Hamás emitió una declaración acusando a Israel de bombardear a civiles.   A cambio, Israel acusó a Hamás de bloquear la evacuación de los palestinos para utilizarlos como "escudos humanos".  Aunque existen disputas sobre los detalles exactos de los ataques, varias fuentes atribuyen la responsabilidad a un ataque con misiles israelí. 
El 3 de noviembre, catorce personas murieron a causa de un bombardeo israelí mientras intentaban evacuar el norte de Gaza.  El 11 de noviembre, las Naciones Unidas observaron que varias explosiones habían afectado el corredor de evacuación de Salah al-Din Road, lo que había provocado víctimas mortales y heridos. 

### Ataques con tanques
El 30 de octubre, tanques israelíes bloquearon las carreteras que conectan la ciudad de Gaza con el sur de Gaza y dispararon contra vehículos civiles que cumplían las órdenes israelíes de evacuar.   En un caso, un tanque en Netzarim atacó un coche y un autobús, matando a tres personas. 

### Ataques con armas de fuego
Después de la invasión terrestre de Gaza, las FDI abrieron corredores humanitarios protegidos desde la ciudad de Gaza hasta el sur de Gaza   Según Ynet, civiles palestinos fueron atacados al intentar huir de la ciudad de Gaza.  Los civiles informaron que los soldados israelíes habían disparado abiertamente.  El 23 de enero de 2024, según informes, las FDI abrieron fuego contra un automóvil que intentaba evacuar a Rafah, matando a cuatro personas.  El 26 de enero, las FDI ordenaron a los residentes de al-Dahra, Jan Yunis, que evacuaran a Rafah por una carretera específica, y luego fueron objeto de disparos israelíes mientras huían por ella. 

### Ataques en zonas seguras
Los análisis de CNN, The New York Times y Sky News encontraron que Israel había bombardeado áreas a las que previamente había ordenado a los civiles que fueran. La investigación de Sky News también concluyó que las órdenes de evacuación de Israel habían sido "caóticas y contradictorias", el NYT encontró que Israel había lanzado bombas de 2.000 libras en esas áreas,  mientras que CNN declaró que había verificado al menos tres lugares que Israel bombardeó. después de decirle a los civiles que era seguro ir allí.  El 10 de enero de 2024, la Oficina del Alto Comisionado de las Naciones Unidas para los Derechos Humanos declaró que Israel estaba poniendo "en grave riesgo las vidas de civiles al ordenar a los residentes de varias partes de Gaza Central que se trasladaran a Deir al-Balah, mientras continuaba realizando ataques aéreos contra la ciudad".  El mismo día, se informó que un ataque israelí en Deir al-Balah, cerca del Hospital de los Mártires de Al-Aqsa, mató e hirió a más de cuarenta personas.  La Oficina de Medios de Gaza informó el 22 de enero que el ejército israelí estaba atacando cinco refugios que albergaban hasta 30.000 personas desplazadas.  Forensic Architecture confirmó que los ataques habían sido realizados por tanques israelíes. 

## Sur de Gaza
Después de decirle a los civiles que evacuaran hacia el sur, Israel continuó bombardeando las zonas a las que les había dicho que fueran.  El 6 de noviembre, el periodista de Al Jazeera, Hani Mahmoud, describió el sur de Gaza como un gran campo de concentración.  El 9 de noviembre, la ONU estimó que 30.000 residentes del norte de Gaza habían regresado al norte después de no encontrar refugio en el sur.  Debido a que los refugios de la UNRWA estaban superpoblados, muchos refugiados del norte de Gaza durmieron en las calles.  Los hospitales del sur de Gaza informaron de recursos médicos inadecuados para hacer frente al volumen de heridos que llegaban del norte.  Los refugiados describieron la situación como "primitiva" y "sin seguridad".  Las familias informaron haber evacuado hasta cinco veces. 
El 11 de noviembre, el Ministerio del Interior de la Franja de Gaza afirmó que Israel había lanzado ataques aéreos en las "llamadas zonas seguras" del sur.  El Jefe del Estado Mayor de las FDI, Herzi Halevi, afirmó que en el futuro se atacarían "cada vez más regiones". Tras las órdenes de evacuación de Israel para que los palestinos huyeran del norte de Gaza, las FDI intensificaron sus ataques en el sur.  El 18 de noviembre, el ministro de Defensa israelí, Yoav Gallant, declaró que pronto toda Gaza sentiría la "fuerza letal de las FDI". 
El 7 de diciembre, se estimaba que medio millón de personas desplazadas se encontraban en Rafah, muchas de las cuales dormían en las calles mientras los refugios de la ONU estaban completamente desbordados.  El 9 de diciembre, la ONU informó sobre un hacinamiento extremo en sus refugios en Rafah, con casos rampantes de sarna, piojos y diarrea.  Los desplazados internos que se refugiaban en Al-Fukhari denunciaron hacinamiento y condiciones inseguras.  El 12 de diciembre, se informó que las condiciones en Rafah eran "catastróficas": hasta 70 mujeres y niñas dormían en una habitación, mientras que hombres y niños dormían en tiendas de campaña al aire libre.  Según informes, en Rafah se estaban propagando enfermedades como la viruela, la gripe y las enfermedades intestinales.  El 13 de diciembre, la ONU estimaba que la mitad de la población total de Gaza estaba en Rafah.  El 19 de diciembre, Israel estaba atacando zonas de Rafah que alguna vez fueron consideradas zonas seguras.  El 20 de diciembre, las Naciones Unidas declararon que Rafah era la zona más densamente poblada de la Franja de Gaza. 
El 21 de diciembre, un análisis deSky News encontró que Israel estaba apuntando directamente a áreas a las que pedía a la gente que huyera. Las Naciones Unidas declararon que hasta el treinta por ciento de la Franja de Gaza estaba bajo órdenes de evacuación.  El 2 de enero de 2024, las Naciones Unidas informaron que había 1 millón de personas desplazadas en Rafah y cientos de miles dormían al aire libre.  El portavoz del Ministerio de Salud de Gaza declaró el 13 de enero que la infraestructura de Rafah estaba llegando a un punto crítico y era incapaz de atender al número de personas que había allí.  La OCAH informó el 16 de enero que no había alimentos ni medicinas en Rafah. 
El 18 de enero, el director ejecutivo global de UNICEF declaró: "Esta vez, cuando entré en Rafah, llegué primer cruce y vi tiendas de campaña tras tiendas de campaña, láminas de plástico sobre láminas de plástico, hasta donde alcanza la vista".  El 25 de enero, el Comité Internacional de la Cruz Roja declaró que más de 1,5 millones de personas vivían en un radio de 60 kilómetros cuadrados. 

### Evacuaciones en el sur de Gaza
El 16 de noviembre, las FDI lanzaron folletos advirtiendo a los residentes del sur de Gaza que se trasladaran al lado occidental.   Mark Regev afirmó que Israel buscaba crear una "zona segura" en la esquina suroeste de la Franja de Gaza.  Tedros Adhanom Ghebreyesus, jefe de la Organización Mundial de la Salud, dijo que era una "receta para el desastre".  Los jefes de múltiples agencias de las Naciones Unidas declararon que no cooperarían en la creación de la zona segura a menos que existieran condiciones para garantizar la seguridad y se cumplieran las necesidades esenciales.  
Tras el fin de la tregua temporal el 1 de diciembre, Israel publicó mapas que dividían Gaza en cientos de distritos numerados con "zonas de evacuación" marcadas.  Las FDI lanzaron folletos advirtiendo a los civiles en el sur de Gaza que evacuaran a Rafah.  Las FDI recomendaron nuevamente la evacuación a una "zona humanitaria" en la esquina suroeste llamada Al-Mawasi, aunque la ONU afirmó que no había preparativos humanitarios allí.  El 2 de diciembre, las FDI emitieron órdenes de evacuación a Bani Suheila y Al-Qarara, cerca de Jan Yunis.  Una orden en Jan Yunis decía: "Las FDI iniciarán una ofensiva militar aplastante... Por su seguridad, muévanse inmediatamente". La Oficina de Naciones Unidas para la Coordinación de Asuntos Humanitarios advirtió que las órdenes no indicaban a los civiles adónde debían ir.  Las advertencias se distribuyeron mediante folletos con un código QR que plantearon dificultades a las personas sin servicio de Internet.  Los civiles afirmaron que sentían que no tenían adónde ir. 
El 5 de diciembre, Bushra Khalidi, experto jurídico de Oxfam, afirmó que 1,8 millones de personas estaban siendo empujadas a un área aproximadamente del mismo tamaño que el aeropuerto de Heathrow en Londres.  El vicepresidente del Comité Internacional de Rescate afirmó que se estaban bombardeando a personas en los lugares de los que se les había dicho que huyeran.   El 5 de diciembre, Israel emitió nuevas advertencias en Jan Yunis diciendo: "No salgan. Salir es peligroso. Han sido advertidos".  La ONU estimó que se esperaba que el número de palestinos desplazados en Rafah aumentara hasta 1 millón de personas.  Los residentes de Gaza afirmaron que las órdenes de evacuación llegaron poco tiempo antes de que comenzaran los bombardeos.  Las organizaciones humanitarias también dijeron que era probable que las órdenes de evacuación israelíes cambiaran casi sin previo aviso a los civiles.  Según informes, el 6 de noviembre Israel arrojó folletos con un verso del Corán que decía: "El diluvio los alcanzó porque eran malhechores". 
Los residentes informaron importantes problemas técnicos y logísticos con el sistema de evacuación basado en aplicaciones de Israel.  Las personas que intentaban huir a Rafah desde Jan Yunis encontraron cráteres provocados por los bombardeos israelíes a lo largo de la carretera Salah al-Din.  El 11 de diciembre, se ordenó la evacuación de Jan Yunis cuando los tanques entraron en la ciudad.  El 20 de diciembre, Israel ordenó la evacuación de grandes zonas de Jan Yunis.  Ordenó la evacuación del campo de refugiados de Bureij el 22 de diciembre.  Una orden de evacuación del 23 de diciembre exigía que 150.000 residentes del centro de Gaza huyeran a Deir al-Balah.   Dos días después, Deir al-Balah fue alcanzada por ataques aéreos.  Según los informes, la ciudad estaba abarrotada de evacuados.  El 4 de enero de 2024 se produjo otra ola de desplazamientos cuando la gente huyó de los campos de Bureij, Maghazi y Nuseirat en el centro de Gaza. 

#### Evacuación de Jan Yunis
El 24 de enero, Israel ordenó la evacuación de una gran zona de Jan Yunis, lo que afectó a tres hospitales, 24 refugios de las Naciones Unidas y a más de 500.000 personas.  El 25 de enero, según informes, soldados de las FDI detuvieron y registraron a jóvenes que huían de Jan Yunis sin explicación alguna.  El 26 de enero se ordenó a los residentes del oeste de Jan Yunis que evacuaran a al-Mawasi.  Las imágenes publicadas el 27 de enero mostraban a miles de personas huyendo de Jan Yunis.  Las evacuaciones fueron descritas como "completamente caóticas".  El Ministerio de Asuntos Exteriores palestino calificó la evacuación de Jan Yunis como "una cruel expansión y profundización del desplazamiento forzado desde las regiones del sur". 
El 28 de enero, el periodista de Al Jazeera, Hani Mahmoud, escribió que las personas que intentaban "huir del horror por diferentes rutas lejos del bombardeo fueron atacadas por proyectiles de tanques y artillería y fuego de armas pequeñas".  El 31 de enero, la ONU informó que se habían visto obligados a evacuar Jan Yunis, perdiendo una clínica de salud y grandes refugios para los desplazados. 

#### Evacuación de Rafah
El 6 de mayo de 2024, el ejército israelí ordenó la evacuación de 100.000 palestinos de la ciudad de Rafah, al sur de la Franja, donde cerca de 1,5 millones de palestinos se refugiaban por entonces. En concreto, el ejército israelí ordenó la evacuación de la sección oriental de la ciudad, tanto de los desplazados que acampaban en tiendas como de los propios habitantes originales de la ciudad. Los folletos con los que se notificó la evacuación avisaban de que quien permaneciese en la zona se ponía «a sí mismo y a su familia en peligro». La orden de evacuación se vio acompañada de numerosos bombardeos en la ciudad. El alto representante de la Unión para Asuntos Exteriores y Política de Seguridad, Josep Borrell, calificó la orden de «inaceptable»

### Acción militar
El 18 de noviembre, el ex primer ministro israelí Ehud Olmert dijo que el "verdadero cuartel general" de Hamás no estaba en el hospital de al-Shifa, en el norte de Gaza, sino en Jan Yunis, en el sur.  El 28 de noviembre, el gobierno israelí indicó que planeaba una ofensiva militar en el sur de Gaza tras el fin del alto el fuego temporal.  The Guardian informó sobre planes no oficiales israelíes de evacuar las aldeas una por una antes de comenzar los ataques aéreos.  El 30 de noviembre, el ministro de Defensa israelí, Yoav Gallant, supuestamente sugirió que una operación terrestre en el sur de Gaza mataría a menos civiles. 
El 1 de diciembre, Israel reanudó los ataques aéreos en el sur de la Franja de Gaza, lo que provocó que los residentes intentaran rescatar a mano a personas enterradas bajo los escombros.  Más de 170 personas murieron el primer día del fin del alto el fuego.  Según informes, la ofensiva se centró en Jan Yunis.  Las FDI afirmaron que atacaron más de 50 objetivos en Jan Yunis en el primer día de la reanudación de los combates.  Los ataques se realizaron antes de una esperada invasión terrestre.  Según el análisis de imágenes satelitales realizado por The New York Times, las FDI comenzaron su invasión terrestre en la región el 3 de diciembre.  El 12 de diciembre, Martin Griffiths afirmó que "lo que ha ocurrido es que el ataque al sur de Gaza ha sido menos que en el norte". 
El 28 de diciembre, un edificio residencial lleno de desplazados fue bombardeado en Rafah.  La gente usó sus propias manos para intentar rescatar a la gente.  El 4 de enero de 2024, el gobierno del territorio de Gaza declaró que Israel había bombardeado "zonas seguras" cuarenta y ocho veces.  La oficina de prensa de Gaza afirmó que los bombardeos mataron a 31 personas.  El 6 de enero fueron bombardeadas zonas seguras de Rafah.  Cinco personas, entre ellas cuatro niños, murieron en un ataque aéreo israelí en Rafah el 10 de enero.  El 17 de enero se informó de intensos bombardeos en todo el sur de Gaza, incluso en zonas que alguna vez se consideraron zonas seguras.  Daniel Hagari afirmó que el foco del ejército israelí en Gaza era Jan Yunis.  El 21 de enero, el ejército israelí avanzaba hacia el centro de Jan Yunis, volaba edificios residenciales y empujaba a la gente hacia el sur, hacia Rafah.  El 22 de enero, el periodista de Al Jazeera, Hani Mahmoud, escribió: "Se avecinan días muy oscuros, ya que la situación empeora cada hora". 

### Al-Mawasi

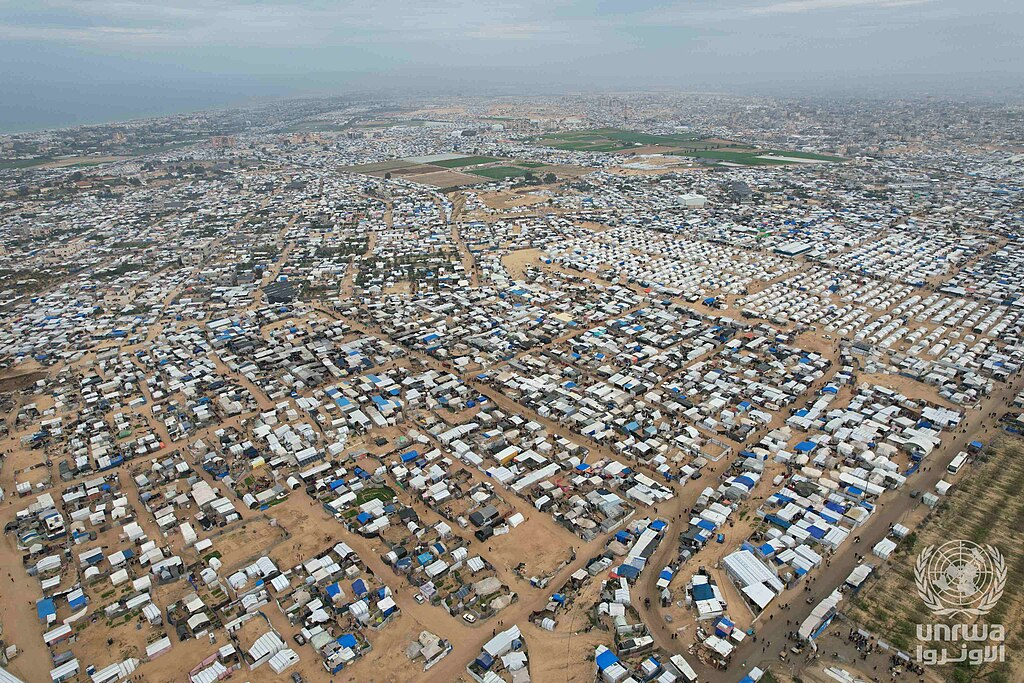
Vista aérea de la zona de Al-Mawasi, donde miles de palestinos desplazados viven masificados en tiendas de campaña sin agua ni luz.

Israel declaró a Al-Mawasi una "zona segura".  Los desplazados internos que huyeron a Al-Mawasi informaron que no tenían agua, electricidad ni edificios donde refugiarse.  La ONU y los grupos de ayuda no reconocen a Al-Mawasi ni prestan servicios allí.  El 26 de diciembre, Israel bombardeó Al-Mawasi, matando a una mujer y diciendo que no se abstendría de bombardear zonas seguras.  Los bombardeos israelíes del 4 de enero de 2024 se centraron en al-Mawasi y mataron a 14 personas de dos familias, en su mayoría niños menores de diez años.  El 14 de enero, ONUCHA informó que los desplazados en el campo de al-Mawasi necesitaban suministros humanitarios.  El 15 de enero de 2024, tres personas desplazadas que se refugiaban en una tienda de campaña murieron a causa de un ataque aéreo israelí.  El 22 de enero, el Ministerio de Salud de Gaza afirmó que soldados israelíes habían asaltado el hospital de al-Khair en al-Mawasi y arrestado al personal médico.  En una entrevista, una mujer afirmó: "Es todo mentira. El ejército israelí ordenó a la gente y la reunió en la zona de al-Mawasi y luego la atacó".  El 23 de enero, aviones de combate israelíes supuestamente bombardearon tiendas de campaña para personas desplazadas. 

## Refugiados
El 8 de enero, Al Jazeera informó que los funcionarios egipcios estaban permitiendo que personas con al menos 8.000 dólares estadounidenses ingresaran a Egipto, lo que llevó a los palestinos a utilizar sitios como GoFundMe para recaudar fondos suficientes para salir de Gaza.  El 29 de enero, The Guardian informó que los palestinos estaban pagando sobornos de hasta 10.000 dólares para huir a Egipto. 

## Reacciones
Ibrahim Fraihat, profesor de la Universidad de Georgetown, afirmó que el "mensaje muy claro de Israel es la expulsión masiva; todos tienen que irse".  En respuesta a las órdenes israelíes de evacuar partes del sur de Gaza, Amnistía Internacional instó a las FDI a rescindir las órdenes, afirmando que violaban el derecho internacional y equivalían a un desplazamiento forzado. 

### Reacción de la ONU
En un comunicado, la ONU advirtió sobre las «consecuencias humanitarias devastadoras» del desplazamiento de 1,1 millones de palestinos.  Poco después de que se emitieran las órdenes de evacuación, las instalaciones de la ONU, incluida la UNRWA,  recibieron instrucciones de trasladarse a Rafah.  El Secretario General Adjunto de Asuntos Humanitarios y Coordinador de Ayuda de Emergencia de la ONU, Martin Griffiths, afirmó que "las Naciones Unidas no pueden ser parte de una propuesta unilateral para empujar a los palestinos a las llamadas zonas seguras".  El jefe de la UNRWA, Philippe Lazzarini, afirmó que un ataque militar sostenido en el sur de Gaza podría empujar a hasta 1 millón de refugiados a intentar escapar a Egipto.  En un artículo de opinión en Los Angeles Times, Lazarrinni advirtió que Israel estaba intentando empujar a los palestinos hacia Egipto.  Filippo Grandi, alto comisionado de la ONU para los refugiados, afirmó que los palestinos estaban siendo "empujados cada vez más hacia un rincón estrecho de lo que ya es un territorio muy estrecho". 

### Reacción israelí
En una publicación en las redes sociales, el parlamentario Ariel Kallner israelí escribió: «Ahora mismo, un objetivo: ¡Nakba! Una Nakba que eclipsará la Nakba del 48. ¡Nakba en Gaza y Nakba para cualquiera que se atreva a unirse!».  El 1 de noviembre, el parlamentario Galit Distel-Atbaryan escribió en X, «los monstruos de Gaza volarán hacia la valla sur e intentarán entrar en territorio egipcio... o morirán».   El 12 de noviembre, Avi Dichter, miembro del gabinete de seguridad israelí, declaró sobre la evacuación: «Estamos lanzando la Nakba 2023».  El 13 de noviembre, los diputados Danny Danon y Ram Ben-Barak escribieron un artículo de opinión en el Wall Street Journal pidiendo «programas de reubicación» para los palestinos.  El 14 de noviembre, el ministro de Finanzas israelí, Bezalel Smotrich, declaró que saludaba la «inmigración voluntaria de árabes de Gaza a los países del mundo».  En un artículo de opinión en The Jerusalem Post, la ministra de Inteligencia israelí, Gila Gamliel, escribió que en lugar de «canalizar dinero» para reconstruir Gaza, la comunidad internacional podría reasentar a los habitantes de Gaza en «nuevos países anfitriones».  Grupos de colonos celebraron conferencias para impulsar un reasentamiento israelí en Gaza. 
La encuesta Direct Polls publicada en diciembre de 2023 encontró que el 83% de los israelíes apoyaban fomentar la emigración voluntaria de los residentes de la Franja de Gaza. 
El 27 de diciembre, el parlamentario Avigdor Lieberman afirmó que Israel debería derribar la frontera entre Gaza y Egipto: «Tan pronto como no haya obstáculos allí, calculo que un millón y medio de habitantes de Gaza partirán hacia el Sinaí y no perturbaremos a nadie».  El 31 de diciembre, el ministro de Finanzas israelí, Bezalel Smotrich, pidió la expulsión de los palestinos de Gaza.  El 2 de enero, el ministro de Seguridad Nacional, Itamar Ben-Gvir, declaró: «Haremos lo mejor para el Estado de Israel: la migración de cientos de miles de personas desde Gaza».  Smotrich reiteró su llamamiento a la expulsión el 9 de enero.  El 15 de enero, Alon Davidi, alcalde de Sderot, declaró: «Si un millón de habitantes de Gaza regresan al norte de la Franja de Gaza, eso es una derrota». 

### Reacción palestina
En las primeras horas posteriores a las órdenes de evacuación del norte de Israel, funcionarios del gobierno de Gaza recomendaron a los habitantes de Gaza que no abandonaran el norte, instando a quienes se encontraban en las zonas afectadas a ignorar la orden y permanecer en sus hogares.   En un comunicado, el Ministerio del Interior de la Franja de Gaza afirmó que Israel buscaba «desplazarnos una vez más de nuestra tierra».  La Autoridad de Asuntos de Refugiados de Hamás dijo a los residentes en el norte de Gaza que "permanezcan firmes en sus hogares y firmes frente a esta repugnante guerra psicológica emprendida por la ocupación".  El Ministerio de Salud de Gaza señaló que era imposible evacuar a los heridos de los hospitales, afirmando: "Tenemos un deber y una misión humanitaria, y no podemos evacuar los hospitales y dejar morir a los heridos y enfermos".  Riyad al-Maliki, el ministro de Asuntos Exteriores palestino, declaró que Israel buscaba "poner fin a la presencia del pueblo palestino en lo que queda de su tierra histórica".  El embajador palestino ante la ONU afirmó que las operaciones israelíes dejaron claro que su objetivo era el desplazamiento forzado.  El 29 de enero, la misión palestina ante la ONU declaró: "No hay ningún lugar habitable en Gaza". 

### Reacción internacional
Un portavoz del Ministerio de Asuntos Exteriores egipcio afirmó que Israel estaba obstruyendo la ayuda desde el cruce de Rafah como parte de una "política sistemática destinada a empujar a los palestinos a abandonar la franja bajo el peso de los bombardeos y el asedio".  El Ministro de Asuntos Exteriores egipcio, Sameh Shoukry, describió el desplazamiento de palestinos en Gaza como una violación del derecho internacional humanitario.  El 4 de noviembre, Israel bombardeó el campo de refugiados de Jabalia, lo que llevó a Al Jazeera a comentar que Israel estaba "tratando de eliminar todas las fuentes de supervivencia de la población civil para forzar la evacuación a la parte sur de Gaza".  Luego de un ataque aéreo contra el campo de refugiados de Nuseirat el 21 de noviembre, Egipto declaró que creía que el ataque tenía "un objetivo claro, y es obligar a los residentes de Gaza a abandonar la Franja".  El Ministro de Asuntos Exteriores jordano, Ayman Safadi, declaró que el objetivo de Israel era "vaciar Gaza de su población". 
El Consejo Noruego para los Refugiados declaró que el Consejo de Seguridad de la ONU tenía que impedir el desplazamiento forzado de civiles de la Franja de Gaza.  Abdullah Alswaha afirmó que el gobierno saudita rechazó los intentos de desplazamiento israelíes. 
La orden de evacuación de Israel fue caracterizada como una transferencia forzosa de población por Jan Egeland, el ex diplomático noruego involucrado en los Acuerdos de Oslo.  Un "traslado forzoso" es la reubicación forzosa de una población civil como parte de un delito organizado contra la misma y es considerado un crimen de lesa humanidad por la Corte Penal Internacional.  En una entrevista con la BBC, Egeland afirmó: "Hay cientos de miles de personas que huyen para salvar sus vidas; [eso] no es algo que deba llamarse evacuación. Es un traslado forzoso de personas de todo el norte de Gaza, que según la Convención de Ginebra es un crimen de guerra."  La relatora especial de la ONU, Francesca Albanese, advirtió sobre una limpieza étnica masiva en Gaza.  Raz Segal, historiador israelí y director del programa de Estudios del Holocausto y Genocidio de la Universidad de Stockton, lo calificó como un "caso de genocidio de libro de texto". 
El 13 de octubre de 2023, un borrador de documento preparado por el Ministerio de Inteligencia de Israel proponía trasladar a 2,3 millones de palestinos de la Franja de Gaza a la península del Sinaí.   El 8 de noviembre, el secretario de Estado estadounidense, Antony Blinken, afirmó que no debería haber "desplazamiento forzoso de palestinos de Gaza". 

## Reclamaciones humanitarias israelíes
Las Fuerzas de Defensa de Israel declararon que la evacuación hacia el sur fue por seguridad de los residentes en anticipación de una inminente invasión terrestre de la Franja de Gaza.  El Ministro de Defensa israelí, Yoav Gallant, pidió a los palestinos que abandonen la parte norte de Gaza, incluida la ciudad de Gaza, diciendo: "El camuflaje de los terroristas es la población civil. Por lo tanto, debemos separarlos. Así que aquellos que quieran salvar sus vidas, por favor vayan al sur."  El llamado a los residentes del norte de Gaza para que se dirigieran al sur de la zona de batalla fue caracterizado por un ex oficial israelí como un "éxodo humanitario" para salvar tantas vidas como fuera posible.  El 15 de octubre, el principal portavoz militar de Israel acusó a Hamás de intentar utilizar a civiles como escudos humanos y emitió un nuevo llamamiento a los residentes de Gaza para que se trasladaran al sur de la zona de batalla. 
Un oficial de las FDI dijo al New York Times que en lugar de la política de " golpear el techo ", Israel está emitiendo órdenes de evacuación masiva y folletos que afirman que "cualquiera que esté cerca de los combatientes de Hamás pondrá sus vidas en peligro".  El 21 de octubre de 2023, el ejército israelí arrojó más folletos en Gaza con el mensaje: «¡Advertencia urgente! A los residentes de Gaza: su presencia al norte del río Habesor está poniendo en riesgo sus vidas. Cualquiera que decida no ser evacuado desde el norte de la Franja de Gaza hacia el sur de la Franja de Gaza puede ser identificado como socio de una organización terrorista".  
El campo de refugiados de Jabalia, que ha sido objetivo de ataques israelíes desde el 9 de octubre de 2023, fue atacado de nuevo el 31 de octubre.  El portavoz de las FDI, Richard Hecht, acusó a Hamás de "esconderse, como lo hace, detrás de civiles"; Cuando el presentador de CNN, Wolf Blitzer, le recordó que había muchos civiles inocentes en el campo, Hecht respondió: "Esta es la tragedia de la guerra" y dijo que los civiles deberían trasladarse al sur. 